# C3H3Br3
化学式C3H3Br3，摩尔质量为278.77 g/mol，有：
- 三溴丙烯
  - 1,1,2-三溴丙烯
  - 1,1,3-三溴丙烯，CAS号：36417-14-8 
  - 1,2,3-三溴丙烯，CAS号：54572-80-4 
  - 1,3,3-三溴丙烯
  - 2,3,3-三溴丙烯
  - 3,3,3-三溴丙烯
- 三溴环丙烷
  - 1,1,2-三溴环丙烷
  - 1,2,3-三溴环丙烷

|  | 这个同类索引页列出了具有相同分子式的化学物（即同分異構體）条目。 除非您是有意链接至本页，否则应将相应条目的内部链接指向正确的条目。 |